# Карев, Николай Михайлович
Николай Михайлович Карев (1927, Оренбургская область — неизвестно, Донецк) — бригадир комплексной проходческой бригады шахтопроходческого управления № 4 треста «Донецкшахтопроходка» комбината «Донецкшахтострой» Министерства строительства Украинской ССР, Донецк. Герой Социалистического Труда (1965).

## Биография
Родился в 1927 году в одном из населённых пунктов современной Оренбургской области. После срочной службы в Советской Армии в начале 1950-х годов отправился на Донбасс, где трудился в проходческой бригаде шахтостроительного управления № 4 в Донецке. В последующем был назначен бригадиром комплексной проходческой бригады в этом же управлении. Член КПСС.
Бригада под его руководством ежегодно показывала высокие трудовые результаты и занимала передовые места в социалистическом соревновании среди трудовых коллективов шахтоуправления при строительстве шахт. Указом Президиума Верховного Совета СССР от 18 марта 1965 года удостоен звания Героя Социалистического Труда за «выдающиеся производственные успехи, достигнутые в осуществлении скоростной проходки вертикальных шахтных стволов» с вручением ордена Ленина и золотой медали «Серп и Молот» (№ 8906).
В 1966 году избирался делегатом XXIII съезда КПСС.
В последующие годы бригада продолжала демонстрировать высокие трудовые показатели и её бригадир дважды награждался по итогам работы Восьмой (1966—1970) и Девятой (1971—1975) пятилеток.
После выхода на пенсию проживал в Донецке. Дата смерти не установлена.
Награды
- Герой Социалистического Труда
- Орден Ленина
- Орден Октябрьской Революции (05.04.1971)
- Орден Трудовой Славы 3 степени (21.04.1975)
- Полный кавалер знака «Шахтёрская слава».